# 曾昭安
曾昭安（1892年4月24日—1978年），字瑊益，男，祖籍江西吉水，成长于湖北宜昌，中国数学家、数学教育家、数学史和历算专家，中国数学会的创建人之一。曾先后任武昌大学数学系教授，国立武昌中山大学教务委员会主席，武汉大学教授、教务长、理学院院长、图书馆馆长。生于江西吉水县栗头村，病逝于武汉。

## 生平
幼年学习中国传统文化，后随祖父迁居湖北宜昌，入读宜昌公立小学堂。
1908年，考入武昌第二文华普通中学堂（即文华书院（今华中师范大学）（中学部）。
1913年，考入国立武昌高师（武汉大学前身）第一班（第一届毕业生），受到数学家黄际遇等的教诲。
1914年，与同窗好友陈庆兆、王义周、徐昌期等39人组成中国最早的由学生发起的数学研究团体——数学研究会，并任研究会干事。其后将演讲的内容出了《数学研究会讲演集》一书。后改名为理学会，并推请学校数学物理学部主任曾沛霖为会长，特别会员中有竺可桢教授和渭农教授等。
1917年，学校因其成绩优秀欲留他在附中执教，他未待聘书发下即东渡日本留学。先后在东京高等物理学校和东京高等师范学校读书。因段祺瑞执政府同日本密定卖国条约，而罢课回国。
1919年，入美国哥伦比亚大学深造，与杜威同学。同年加入美国数学学会。期间两次获美国数学论文奖金。1922年加入中国科学社，1925年获理工博士学位。
1926年，应母校（已更名为国立武昌大学）的聘请，回国任武昌大学数学系教授，教授热力学。并兼任国立武昌商科大学数学系主任。
1927年，武昌大学、武昌商科大学等校合并为国立武昌中山大学，举任曾昭安为教务委员会主席，并主管数学系的工作。
1928年春，国民政府决定将武昌中大改建为国立武汉大学，任命曾昭安为筹备委员会委员。作为委员会成员之一的他在学校的选址、筹款、修路、建筑方案的确定、建筑工程招标乃至山中竹木布局方面全心全意地参与，为武汉大学初期建设贡献了自己的才智和心血。他还组织编印了《国立武汉大学建筑摄影集》，这对于研究武大校史是非常宝贵的历史资料。
1930年，曾昭安被首聘为数学系主任，直至1953年。路见可、王梓坤、丁夏畦、齐民友等数学家都是他培养的学生。在职期间，他曾先后任武汉大学教务长、理学院院长、图书馆馆长和招生工作负责人等职。同时任武汉大学《理科季刊》的主编。
1933年，他在数学系建立了当时国内独一无二的数学模型室，置有石膏、木质、钢质、丝质的数学模型约200种。
1934年，在他的支持和鼓励下，数学系师生创办了《中等算学月刊》。成为当时最早的、有影响的科学普及刊物之一，后发展为现在的《数学通讯》。
1935年7月25日，在（上海）交通大学图书馆举行中国数学会成立大会，曾昭安入选11人理事会。大会并决定出版刊物《中国数学会学报》（全以英文出版），曾昭安被推举为编委。
1938年8月，他被选为湖北省十位荣誉教师之一。1938年2月，武大准备西迁四川乐山，曾昭安等六人是迁校委员会委员，他和方壮猷两人负责武大仪器和图书的搬迁。抗战结束后，曾昭安又被任命为复校委员会委员，负责组织整修被日军破坏的校舍及找回抗战期间没能搬走的仪器、教具等。
1949年，曾昭安被中国科学社、中华学艺社及中国数学会提名前往北京参加“中华全国第一次自然科学工作者代表大会筹备委员会”，并被选为大会常务委员会委员。
在院系调整中，由于大学课程的安排依照苏联模式，当时苏联的大学数学系课程中有数学史和天文学，而武大没有。曾昭安主动地承担了这两门课的讲授，自编讲义。后《天文学通论》被高教部推荐为全国通用教材，由高等教育出版社1956年正式出版。《中外数学史》则是国内数学史专家推崇的数学史著作之一。
1958年，“拔白旗”中，曾昭安由于为毕达哥拉斯“吹嘘”及其负责的《数学通讯》“灌输资产阶级的思想和观点”的罪名而受到批判。
文革期间，曾昭安被作为“反动学术权威”同家人隔离住入学生宿舍，并责令“交待”问题。在文革后期，他以八十高龄在武汉钢铁公司修建一米七轧机期间，为该公司翻译了大量外文资料。
1978年，曾昭安病逝于武汉医学院第二附属医院，享年86岁。

## 纪念
数学家李国平挽联写道：
三八年忘龄相友半世交情沐化雨
八七岁博学多闻等身著作壮名山

## 学术著作
- 1930年代至40年代，曾昭安主要研究代数理论和函数论，先后写了《代数方程式之葛洛华氏理论》、《黎曼积分法理论》、《线性积分方程式》、《超越函数各论》、《行列式理论》、《付利叶级数与调和级数》等专著。
- 1940年代后，曾昭安的主要研究方向转到了中外数学史，他希望通过研究中西方的数学发展，进行比较，融会贯通这两大文化体系。于1946年出版《学术历》，书中按照月日的顺序，自元月1日起至12月31日止每日记载一两件历史事件，逐日无遗地撰写科学史的体例在当时是独创。此外，他还先后写了多篇数学史方面的论文。
- 1950年代，他出版了专著《中外数学史》。同时开始了对天文学的研究，编写讲义《天文学通论》。其研究专著《中国天文学的成就》被高教部列为1956年完成的重要研究课题。该著作以数学为中心，收集中国历代有关天文、物理、气象、力学诸显著成果来和西方作比较，指出中国古代的科学理论和实践在许多方面走在世界的前列，并且有些硕果远远超过了西方。
- 此外，他还撰写了大量的数学和天文学的科普性文章，能背诵圆周率两百多位数。还有《不变式论》、《高等平面曲线论》、《调和函数论》、《珈罗瓦与理想数》、《傅利级数论》、《直尺与圆规作图不能问题》、《各国历法之比较》、《黄金分割原理的运用》、《世界上最古的几何学》、《人造月亮》、《武大杂记》等著作。

## 社会职务
- 中国数学会常务理事
- 武汉市数学会理事长、主席
- 武汉科联副主席
- 中华全国自然科学专门学会常务委员

## 家庭
曾昭安之子曾宪昌教授：武汉大学数学系教授，计算机科学系系主任，中国计算机科学学会副会长，中国人工智能学会第一任副会长，中国人工智能学报主编。